# Maricopodynerus arizonicus
Maricopodynerus arizonicus är en stekelart som beskrevs av Richard Mitchell Bohart 1988. Maricopodynerus arizonicus ingår i släktet Maricopodynerus och familjen Eumenidae. Inga underarter finns listade i Catalogue of Life.